# Liotipoma magna
Liotipoma magna is een slakkensoort uit de familie van de Colloniidae. De wetenschappelijke naam van de soort is voor het eerst geldig gepubliceerd in 2012 door McLean.